# Pseudorontium
Pseudorontium é um género botânico pertencente à família Plantaginaceae. Tradicionalmente este gênero era classificado na família das Scrophulariaceae.

## Espécie
Pseudorontium cyathiferum

## Nome e referências
Pseudorontium (Benth. ) Rothm.